# 640년대
640년대는 640년부터 649년까지를 가리킨다.